# Oulema erichsonii
Oulema erichsonii is een keversoort uit de familie bladkevers (Chrysomelidae). De wetenschappelijke naam van de soort werd in 1841 gepubliceerd door Suffrian.